# Янгаёган
Янгаёган (устар. Янг-Енга) — река в России, протекает в Пуровском районе Ямало-Ненецком автономном округе. Устье реки находится на 48 км Хынчибияхи. Длина реки — 11 км.

## Данные водного реестра
По данным государственного водного реестра России относится к Нижнеобскому бассейновому округу, водохозяйственный участок реки — Пур, речной подбассейн реки — подбассейн отсутствует. Речной бассейн реки — Пур.
Код объекта в государственном водном реестре — 15040000112115300056568.